# Dores (Highland)

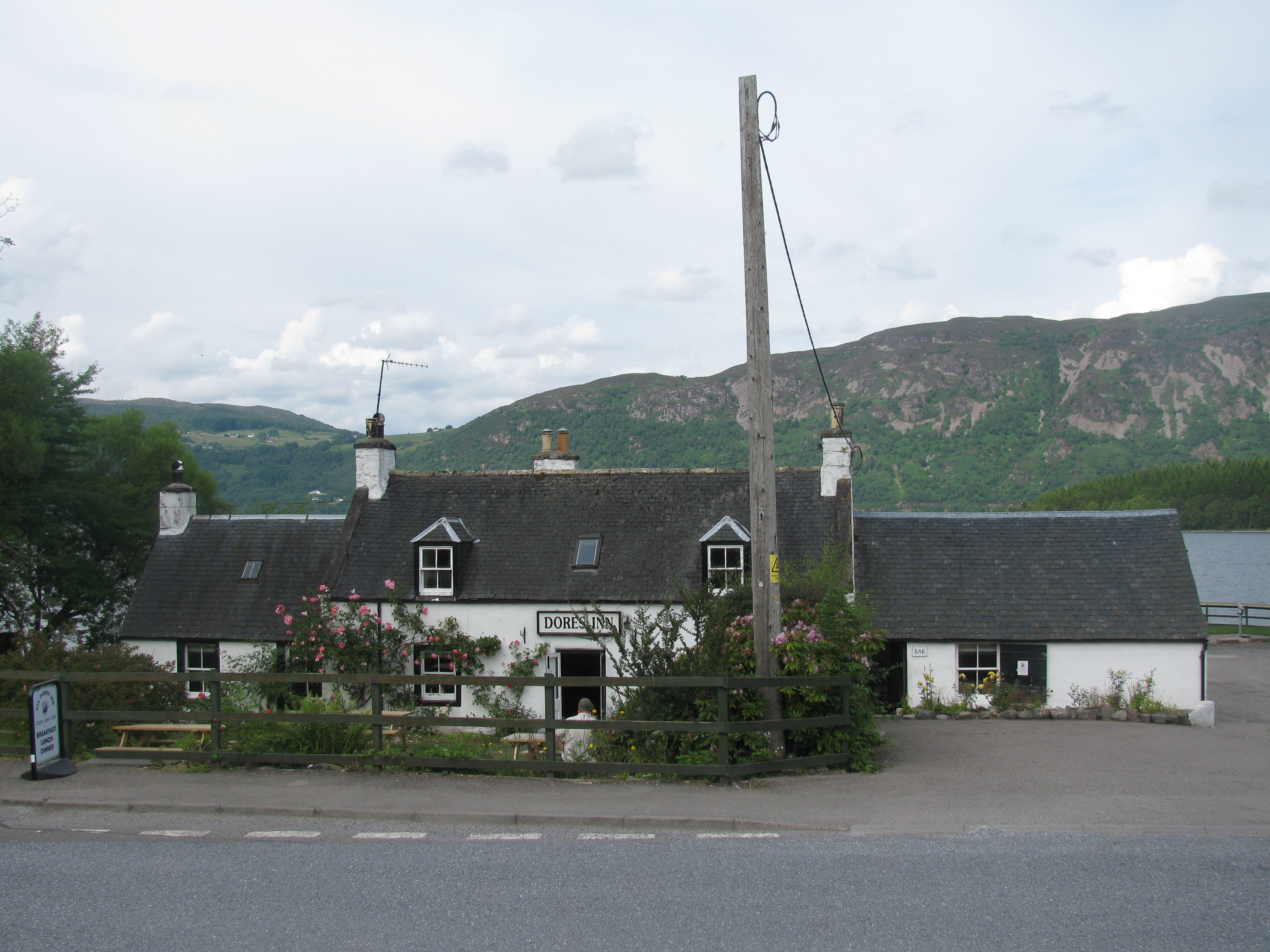
Das Inn von Dores

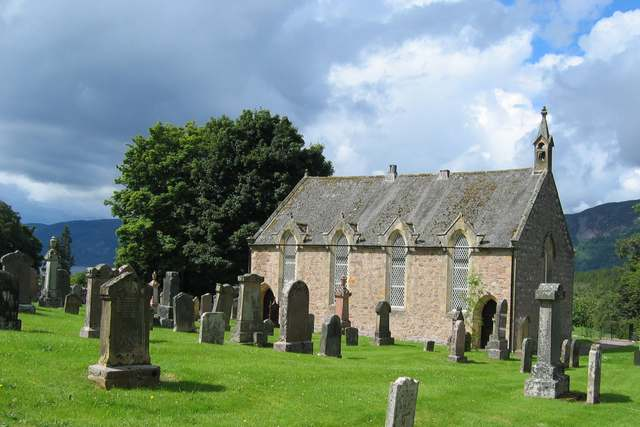
Friedhof und Kirche der Church of Scotland

Dores ist eine kleine Ortschaft, die etwa 15 Kilometer südwestlich von Inverness am Ostufer des Loch Ness in der Region Highland im Norden von Schottland liegt. Sie ist von lokaler Bedeutung als Sitz einer gleichnamigen Verwaltungseinheit (Parish). Aus dieser ging Ende des 20. Jahrhunderts die Community Council Area Dores and Essich hervor. In Bezug auf die traditionellen Grafschaften zählt Dores zu Inverness-shire.
Im Ort finden sich unter anderem eine Gaststätte (Inn) sowie eine Kirche der Church of Scotland mit einem angegliederten Friedhof, etwas außerhalb mit dem Tigh-Na-Coille ein unter Denkmalschutz stehendes Gebäude. An den Clan der MacBean erinnert ein in den 1960er-Jahren errichteter Gedenkpark.